# Němčice (powiat Kolín)
Němčice – wieś i gmina w Czechach, w powiecie Kolín, w kraju środkowoczeskim. Pierwsza wzmianka o Němčicach pochodzi z roku 1397. Według danych z dnia 1 stycznia 2013 liczyła 313 mieszkańców.